# Lac

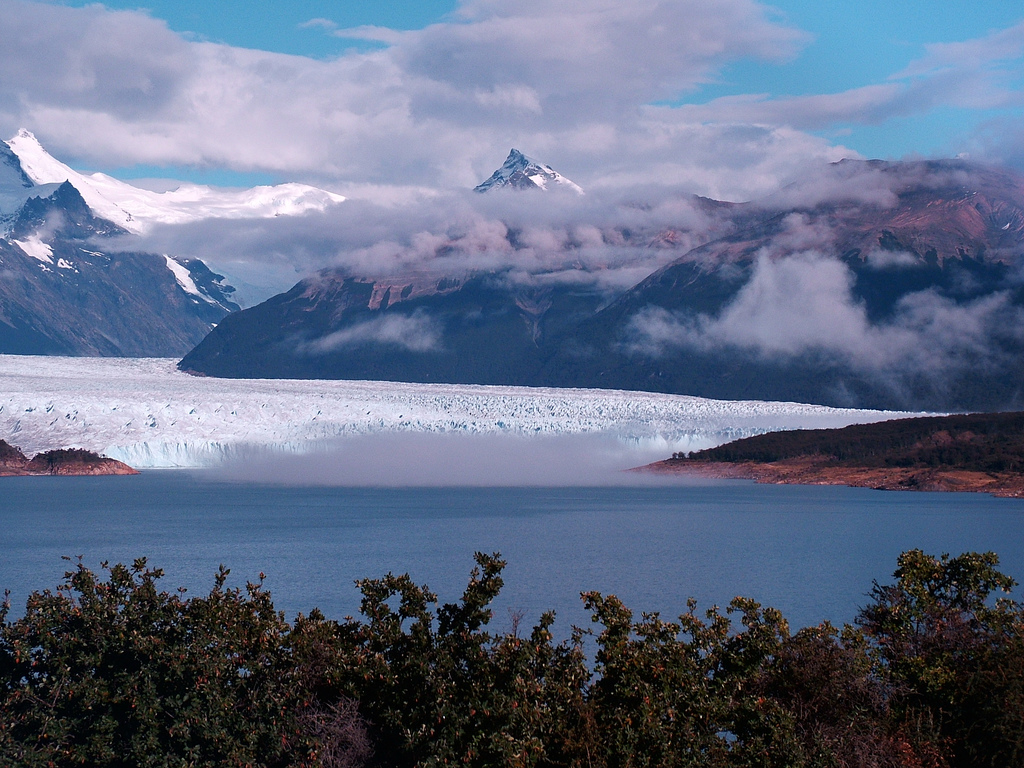
Exemplu de lac periglaciar
Lacul Argentino din Patagonia, Argentina și ghețarul Perito Moreno

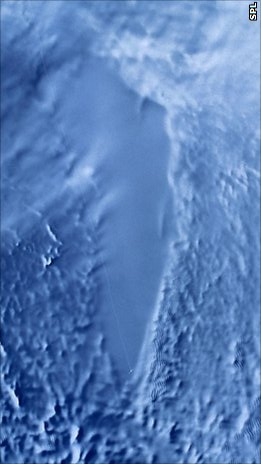
Exemplu de lac subglaciar
Lacul Vostok din Antarctica
(imagine radar realizată de NASA din satelitul Radarsat)

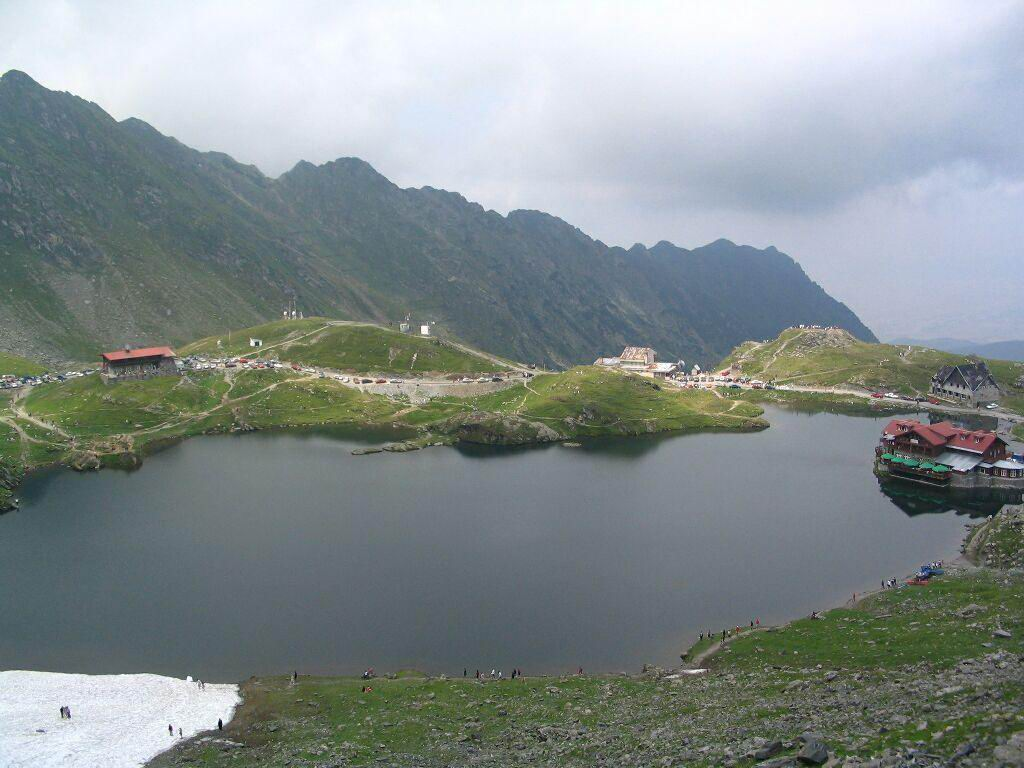
Exemplu de lac glaciar
Lacul Bâlea din Munții Făgăraș, Județul Sibiu, România

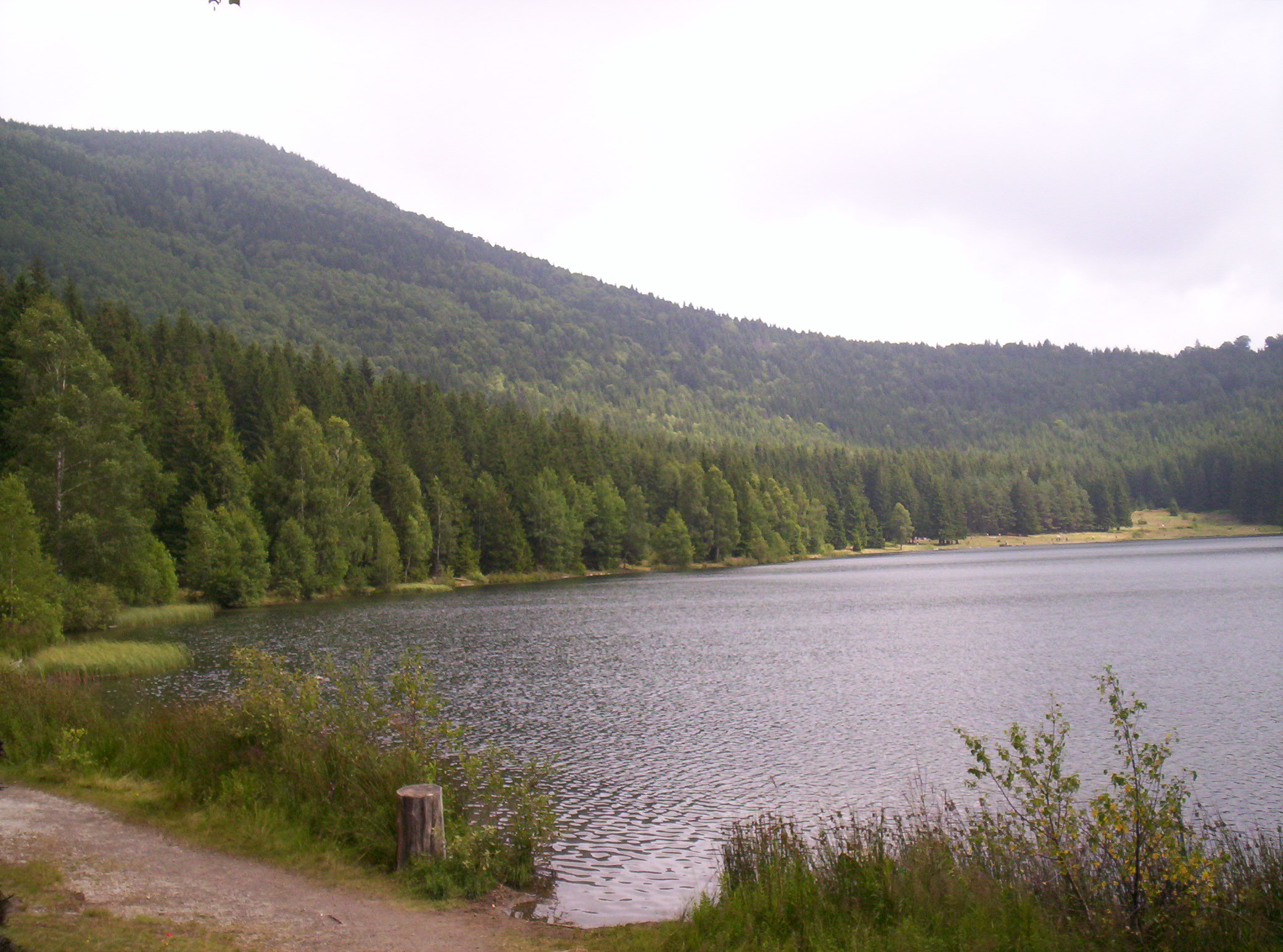
Exemplu de lac de crater
Lacul Sfânta Ana din Județul Harghita, România

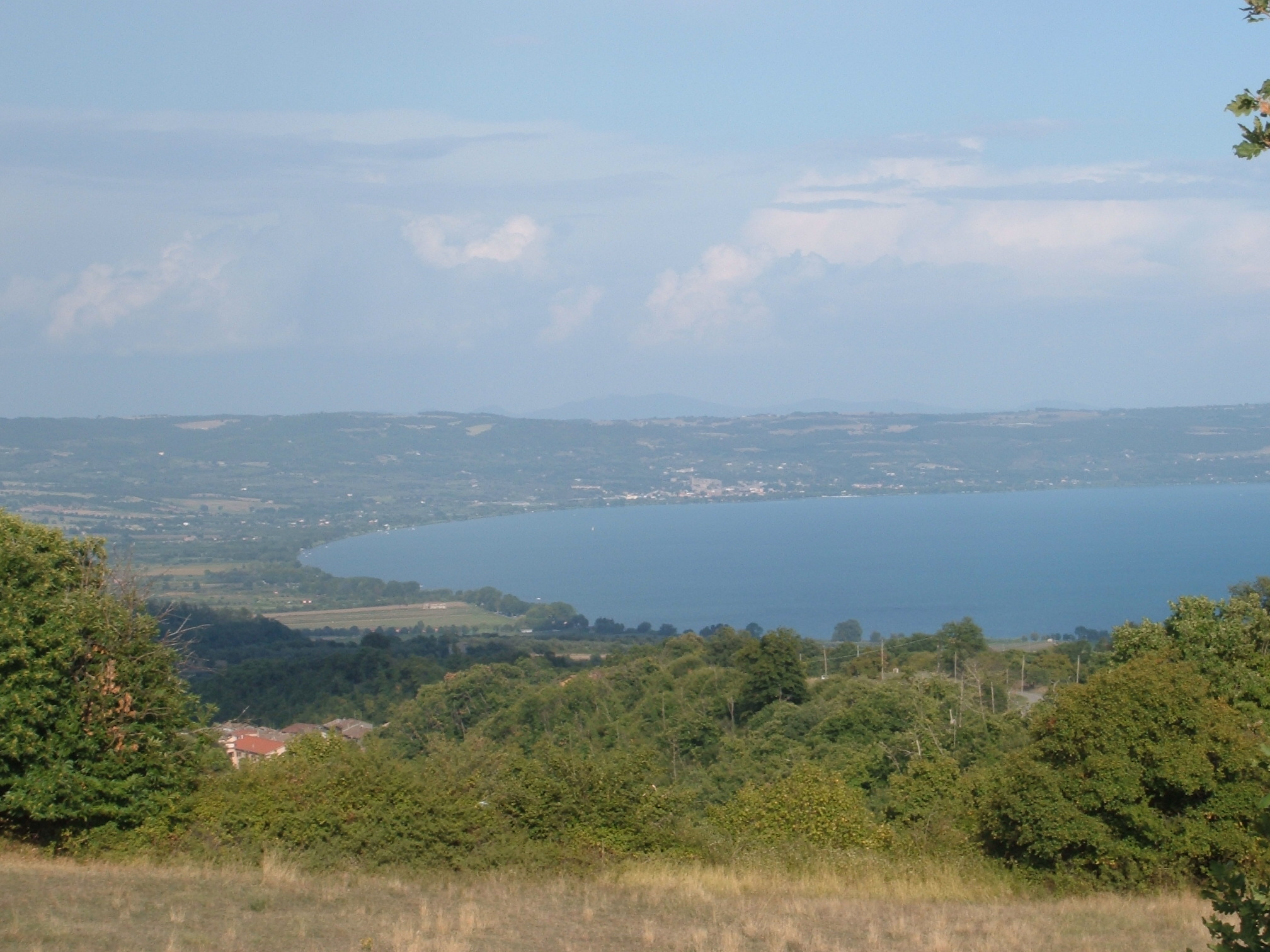
Exemplu de lac policrater
Lacul Bolsena din complexul vulcanic Vulsini din provincia Viterbo, Lazio, Italia

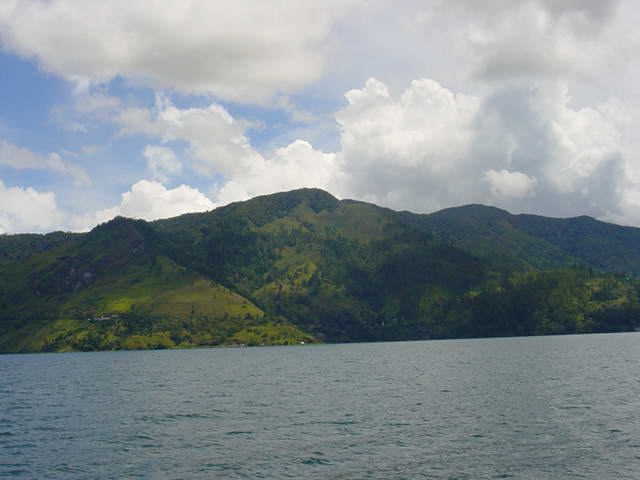
Exemplu de lac de caldeira
Lacul Toba de pe insula Sumatra, Indonezia

Pe planeta Pământ, un lac este o întindere de apă stătătoare, mai mare decât balta, închisă între maluri, uneori cu scurgere la o mare sau la un râu, dar nefiind alimentată  sau conectată cu apa oceanelor.
De cele mai multe ori lacurile au apă dulce. Totuși, denumirile de lac sau mare date diverselor întinderi de apă stătătoare nu respectă întru totul această definiție. Uneori se ține cont și de felul de apă, sărată sau dulce, sau de mărimea întinderii de apă. Astfel, Marea Caspică și Marea Moartă sunt de fapt lacuri (fără ieșire la ocean), dar care au apă sărată. Alteori denumirile au un caracter arbitrar, care ține mai mult de tradiție decât de definițiile acceptate ale termenilor, ca de exemplu în cazul Mării Galileei din Palestina care după toate definițiile este un lac, neavând ieșire la ocean și fiind format din apă dulce. Pe satelitul Titan s-a dovedit existența unor lacuri de metan lichid cum ar fi Punga Mare sau Ligeia Mare.
Cele mai multe lacuri se găsesc la latitudinile mari ale emisferei nordice. Mai mult de jumătate (60%) din lacurile lumii sunt cuprinse în teritoriul Canadei. În Europa recordul este deținut de Finlanda, unde se află nu mai puțin de 187.888 lacuri, din care 60.000 au dimensiuni apreciabile.
La unele lacuri se constată fenomenul de heliotermie.
Din cuvântul lac (latină lacus) provine termenul lacustru, care:
- în ecologie este un mediu ambient a unui lac.
- în geologie este un mediu sedimentar a unui lac.
- în ihtiologie, descrie o populație de pești care completează ciclul vieții în interiorul lacurilor.

## Tipuri de lacuri
Lacurile se pot clasifica în trei categorii importante:
- Lacuri oligotrofe
- Lacuri mezotrofe
- Lacuri eutrofe
- Lacuri naturale
- Lacuri artificiale(antropice) - realizate în urma unor activități umane.

### Lacuri naturale
Lacuri naturale pot fi de diferite tipuri:
- Lacuri de natură glaciară:
  - lacuri periglaciare, în care cel puțin o parte a conturul lacului este formată de un strat de gheață, o calotă glaciară sau un ghețar; un exemplu de lacuri periglaciare îl constituie lacurile Viedma și Argentino din Patagonia, Argentina.
  - lacuri subglaciare a căror suprafață este permanent acoperită de gheață. Asemenea lacuri pot apărea sub straturi de gheață, sub calote glaciare sau sub ghețari. Ele sunt menținute în stare lichidă din cauza efectului de izolator termic al gheții care acoperă lacul, care împiedică disiparea energiei introduse din subsolul lacului prin fricțiune, prin apa care se scurge în lac prin crevase, prin presiunea masei de gheață care acoperă lacul sau prin încălzire geotermică. Cel mai mare lac de acest tip este Lacul Vostok din Antarctica.
  - lacuri glaciare sunt situate în zone formate prin eroziune glaciară, acoperite în trecut de ghețari (de exemplu Marile Lacuri din Nordul Americii).
  - lacuri pro-glaciare situate în aval de un ghețar și alimentate de un ghețar.
  - lacuri de fjord: Un lac aflat într-o vale glaciara care a fost erodata pana la un nivel sub cel al marii.
- lacuri vulcanice create ca efect al unor activități vulcanice. La rândul lor acestea se pot împărți în:
  - lacuri de crater care se formează în craterele unor vulcani; în cazul vulcanilor activi, se vorbește adesea de lacuri de lavă formate din lavă topită. În craterele vulcanilor stinși sunt lacuri fie cu apă dulce sau acide;
  - lacuri tip policrater sau intercrater care acoperă mai multe cratere sau sunt localizate între cratere (de exemplu: lacul Bolsena sau lacul Bracciano ;
  - lacuri de caldeira, care sunt localizat în depresiuni care se formează ca urmare a unei activități vulcanice
  - lacuri de maar, care se formează printr-o erupție freatică provocată de intrarea apei subterane în contact cu magma fierbinte. Un exemplu al unui asemenea lac este Lacul Brikat Ram din podișul Golan, Israel sau Laacher See din statul Renania-Palatinat.
- lacuri tectonice sau lacuri de rift, situate în urma subsidenței în lungul unei falii geologice. Exemple de lacuri tectonice sunt: lacurilor din Marele Rift African, Lacul Baikal din Siberia, Rusia, Lacul Superior situat între Statele Unite ale Americii și Canada sau lacurile din lungul faliei Great Glenn din Scoția, Regatul Unit
- lacuri de baraj natural formate prin bararea unor văi în urma unor fenomene naturale:
  - lacuri formate prin alunecări de teren în care barajul natural al văii este format prin alunecări de teren de pe versanți.
  - lacuri morenice în care barajul natural este format de morene transportate de ghețari.
- lacuri alpine, situate în depresiuni naturale din zone montane, având altă origine decât cele glaciare sau vulcanice;
- lacuri aluvionare, când un curs de apă, de exemplu Brenta din Veneto, întâlnește depozite aluvionare pe cursul său, formând astfel Lacul Levico și Lacul Caldonazzo;
- lacuri meteoritice formate în cratere create de meteoriți, de exemplu lacului Elgâgâtgân din Regiunea Ciukotka, Rusia
- lacuri de luncă - situate în depresiunile din luncile inundabile ale cursurilor de apă. Alimentarea lor se realizează în cea mai mare parte în perioadele de revărsare ale râului în lunca căruia sunt situate.
- braț mort, este un lac ce s-a format prin separarea unui meandru al unui râu de cursul principal. Lacul format are o lungime mult mai mare decât lățimea sa. Un exemplu este Kamernscher See de lângă Havelberg.
- lacuri de deltă
- limanuri fluviatile -
- limanuri maritime -
- lagune -
- lacuri endoreice situate în zone depresionare fără efluenți importanți de suprafață care să evacueze afluxurile în lac. Apa din lacurile endoreice este evacuată din sistem, fie prin evaporație, fie prin infiltrație. Exemple ale unor asemenea lacuri sunt Lacul Eyre in Australia centrală sau Marea Aral în Asia centrală.
- lacuri de deflație sau lacuri eoliene, localizate în depresiuni formate prin eroziune eoliană, cum sunt cele din regiunea Languedoc din Franța;
- lacuri meromictice – lacuri foarte adânci în care, în profunzime se distinge un strat de apă permanent stagnantă, cu proprietăți chimice și temperaturi relativ constante, sărac în oxigen;
- lacuri de subsidență sau subroziune
  - lacuri carstice, formate prin dizolvarea calcarului din rocele calcaroase;
  - lacuri termo-carstice' care apar în zonele de permafrost de exemplu în Alaska sau nordul Siberiei.
- Lacuri subterane formate sub suprafața scoarței terestre, asociate de caverne sau straturi acvifere.

### Lacuri artificiale
În ceea ce privește lacurile artificiale se pot distinge:
- lacuri de baraj -
- lacuri excavate - în care depresiunea în care se formează lacului a fost creată prin săpături. Adesea, materialul rezultat din săpături este depozitată astfel încât să creeze un dig de contur. Acest tip de lacuri este creat fie prin excavații speciale pentru realizarea lacului, fie prin inundarea unor amplasamente excavate în alte scopuri: cariere, mine ș.a.
- lacuri de închidere a unor golfuri maritime (IJsselmeer)

## Lacuri remarcabile

### Lacuri după suprafață
| Lac                            | Suprafață   | Adâncime  | Loc geografic                                      | Categorie  |
| Marea Caspică                  | 393.898 km² | 1025 m    | Rusia, Kazahstan, Azerbaidjan, Iran, Turkmenistan  | apă sărată |
| Lacul Superior (Marile Lacuri) | 82.414 km²  | 405 m     | SUA, Canada                                        | apă dulce  |
| Lacul Victoria                 | 68.870 km²  | 81 / 85 m | Tanzania, Kenya, Uganda                            | apă dulce  |
| Lacul Huron (Marile Lacuri)    | 59.596 km²  | 229 m     | SUA, Canada                                        | apă dulce  |
| Lacul Michigan (Marile Lacuri) | 58.016 km²  | 281 m     | SUA                                                | apă dulce  |
| Lacul Tanganyika               | 32.893 km²  | 1.470 m   | Zair, Tanzania, Zambia, Burundi                    | apă dulce  |
| Marele Lac al Urșilor          | 31.792 km²  | 88 m      | Canada                                             | apă dulce  |
| Lacul Baikal                   | 31.492 km²  | 1.637 m   | Rusia                                              | apă dulce  |
| Lacul Aral                     | 28.687 km²  | 32 m      | Kazahstan, Uzbekistan (În anul 1998, - 68.000 km²) | apă sărată |
| Lacul Sclavilor                | 28.438 km²  | 614 m     | Canada                                             | apă dulce  |
| Lacul Erie (Marile Lacuri)     | 25.745 km²  | 64 m      | SUA, Canada                                        | apă dulce  |
| Lacul Winnipeg                 | 24.341 km²  | 18 m      | Canada                                             | apă dulce  |
| Lacul Malawi                   | 23.310 km²  | 706 m     | Malawi, Tanzania, Mozambic                         | apă dulce  |
| Lacul Ontario (Marile Lacuri)  | 19.259 km²  | 244 m     | SUA, Canada                                        | apă dulce  |
| Lacul Balhaș                   | 18.428 km²  | 26 m      | Kazahstan                                          | apă dulce  |
| Lacul Ladoga                   | 17.703 km²  | 255 m     | Rusia                                              | apă dulce  |

### Lacuri laaltitudinemare
| Lac           | Altitudine | Amplasare | Categorie |
| Lacul Tilicho | 4920 m     | Nepal     | apă dulce |

### Lacuri cuadâncimemare
| Lac                  | Adâncime | Suprafață   | Amplasare                                           | Categorie  |
| Lacul Baikal         | 1.637 m  | 31.492 km²  | Rusia                                               | apă dulce  |
| Lacul Tanganyika     | 1.470 m  | 32.893 km²  | Zair , Tanzania , Zambia , Burundi                  | apă dulce  |
| Lacul Wostok         | 1.000 m  | 11.500 km²  | Antarctica                                          | apă dulce  |
| Marea Caspică        | 1025 m   | 393.898 km² | Rusia , Kazahstan Azerbaidjan , Iran , Turkmenistan | apă sărată |
| Lago General Carrera | 836 m    | 2.200 km²   | Chile , Argentina                                   | apă dulce  |
| Lago Argentino       | 719 m    | 1.466 km²   | Argentina                                           | apă dulce  |
| Lacul Malawi         | 706 m    | 23.310 km²  | Malawi , Tanzania , Mozambic                        | apă dulce  |
| Issîk-Kul            | 668 m    | 6.236 km²   | Kirgîstan                                           | apă dulce  |
| Lacul Sclavilor      | 614 m    | 28.438 km²  | Canada                                              | apă dulce  |
| Lacul Craterului     | 592 m    | 53 km²      | SUA                                                 | apă dulce  |
| Lacul Tahoe          | 501 m    | 497 km²     | SUA                                                 | apă dulce  |
| Lacul Van            | 457 m    | 3740 km²    | Turcia                                              | apă dulce  |
| Lacul Comer          | 410 m    | 146 km²     | Italia                                              | apă dulce  |
| Lacul Superior       | 405 m    | 82.414 km²  | SUA , Canada                                        | apă dulce  |

### Lacuri la altitudine joasă
| Lac          | Altitudine | Amplasare           | Categorie  |
| Marea Moartă | -416 m     | Palestina, Iordania | apă sărată |

## Imagini

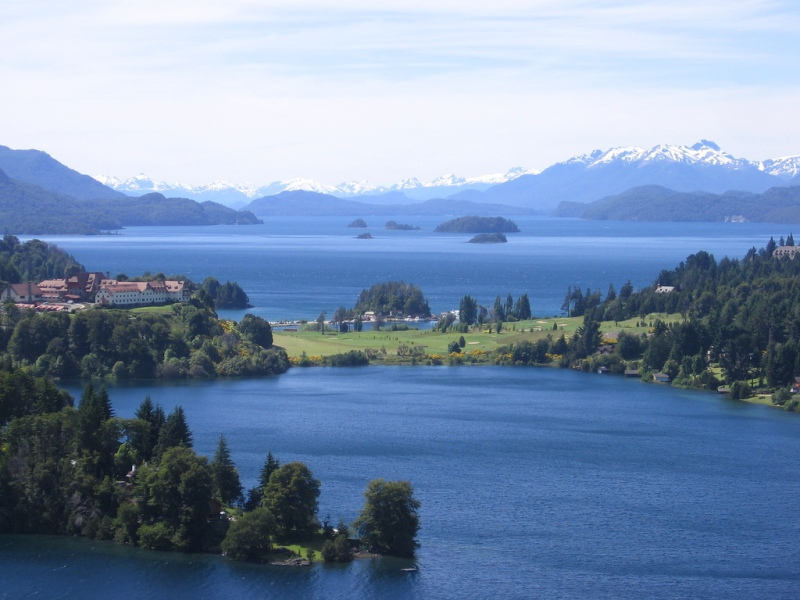
Lacul Nahuel Huapi in Bariloche (Argentina)
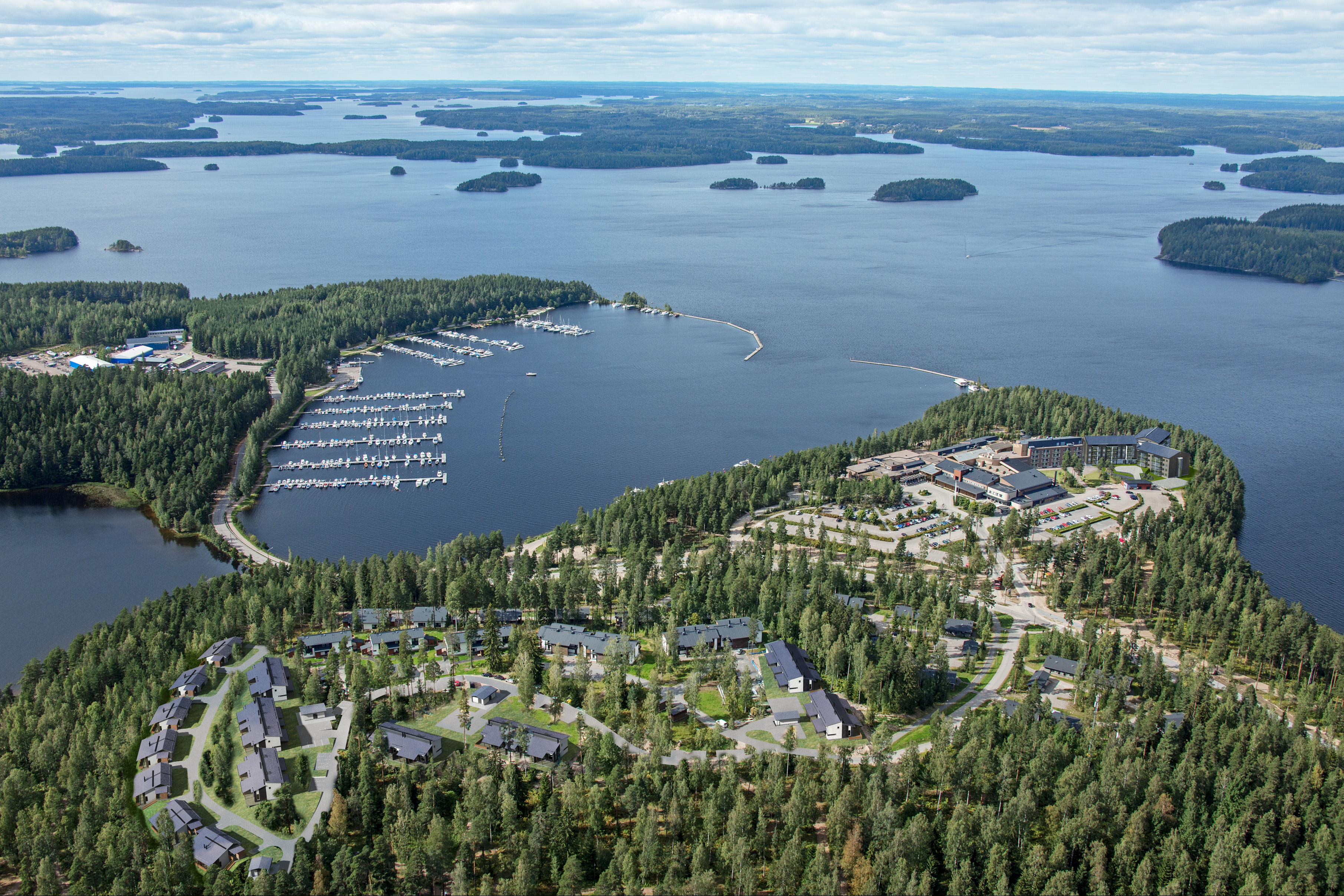
Lacul Saimaa din Imatra (Finlanda)
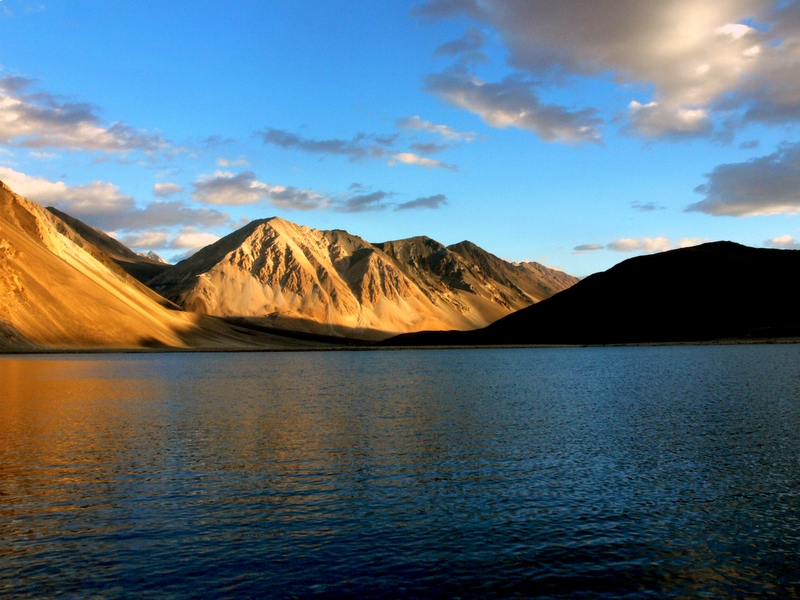
Lacul Pangong in Ladakh (India de nord)
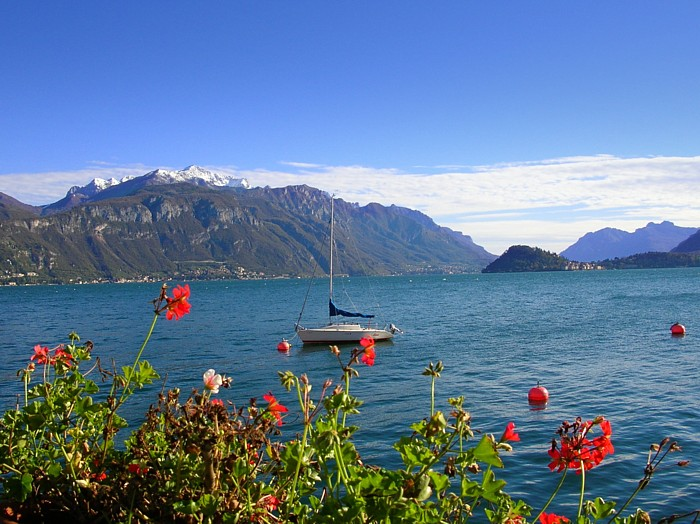
Lacul Como (Italia)
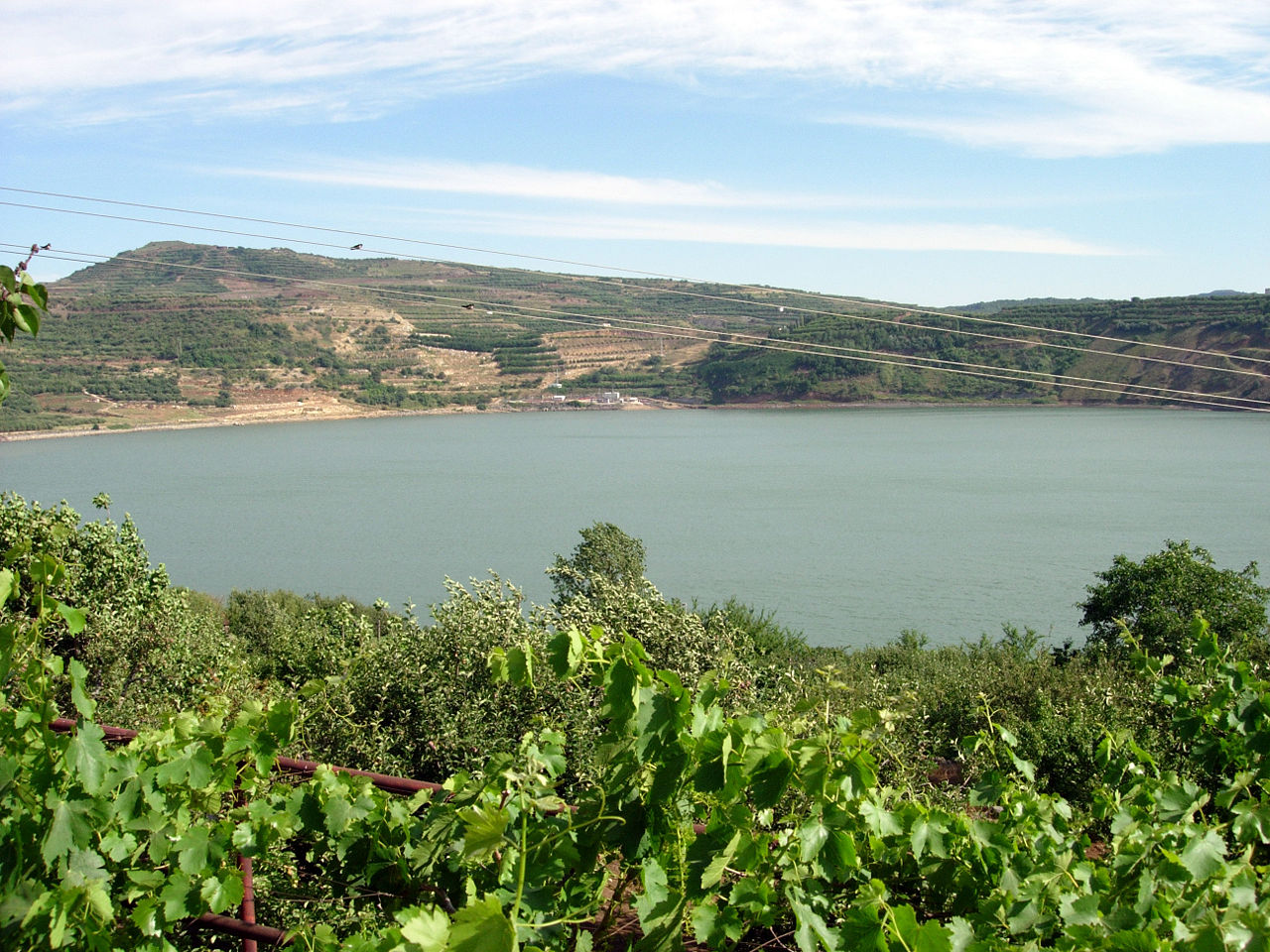
Exemplu de lac de maar Lacul Birkat Ram din Golan, Israel
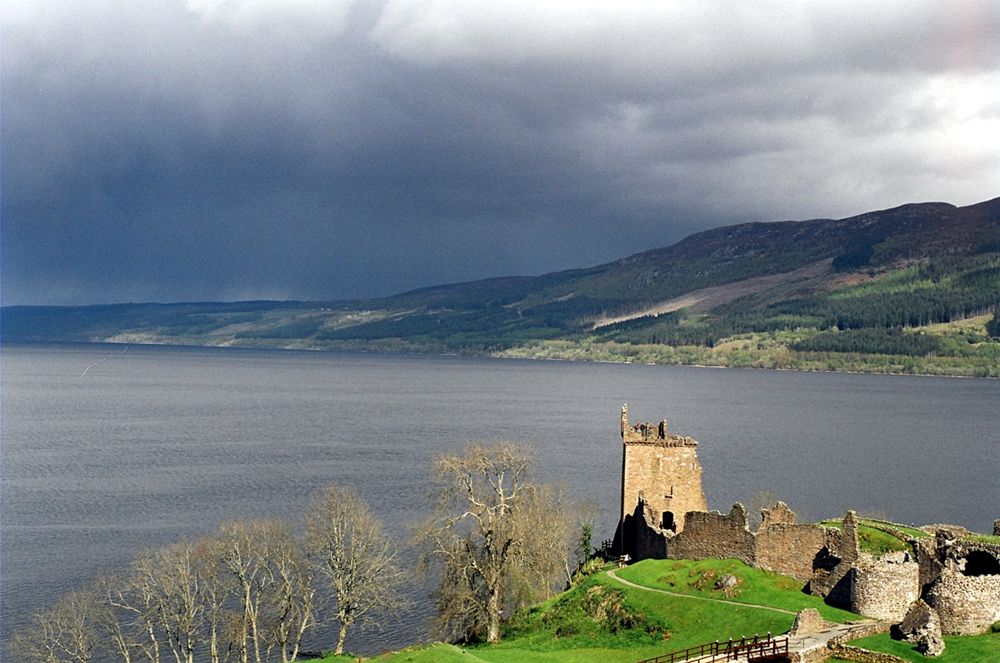
Exemplu de lac tectonic Loch Ness din Scoția, Regatul Unit situat în lungul faliei Great Glenn
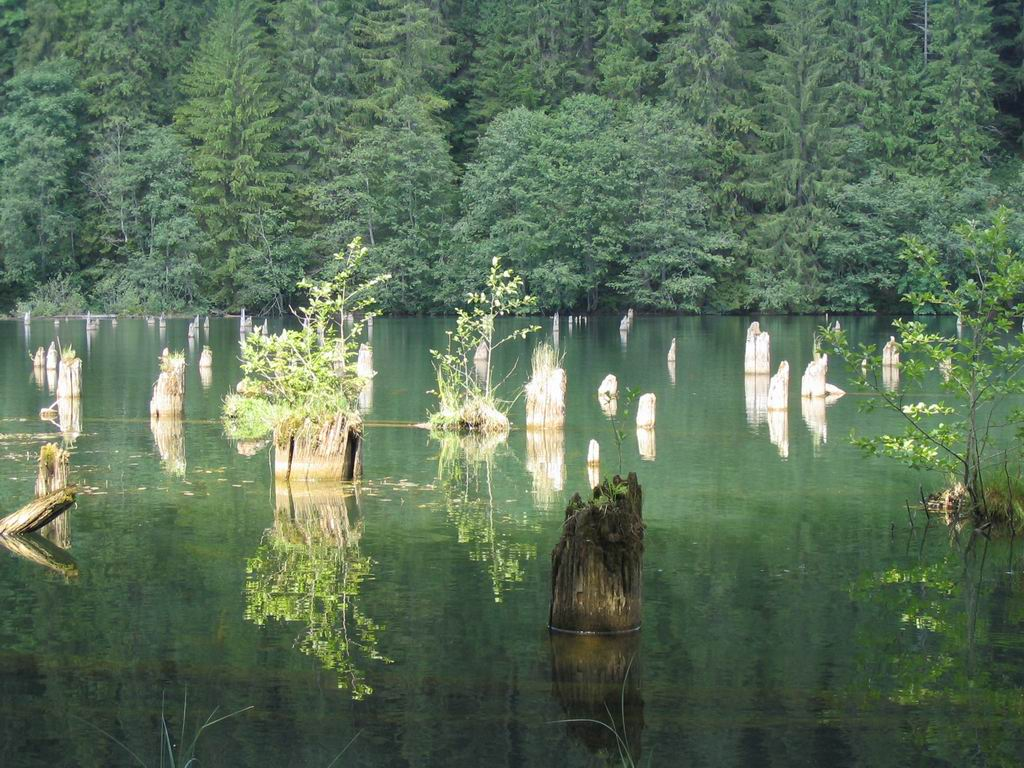
Exemplu de lac de baraj natural format prin alunecare de teren Lacul Roșu din Județul Harghita, România
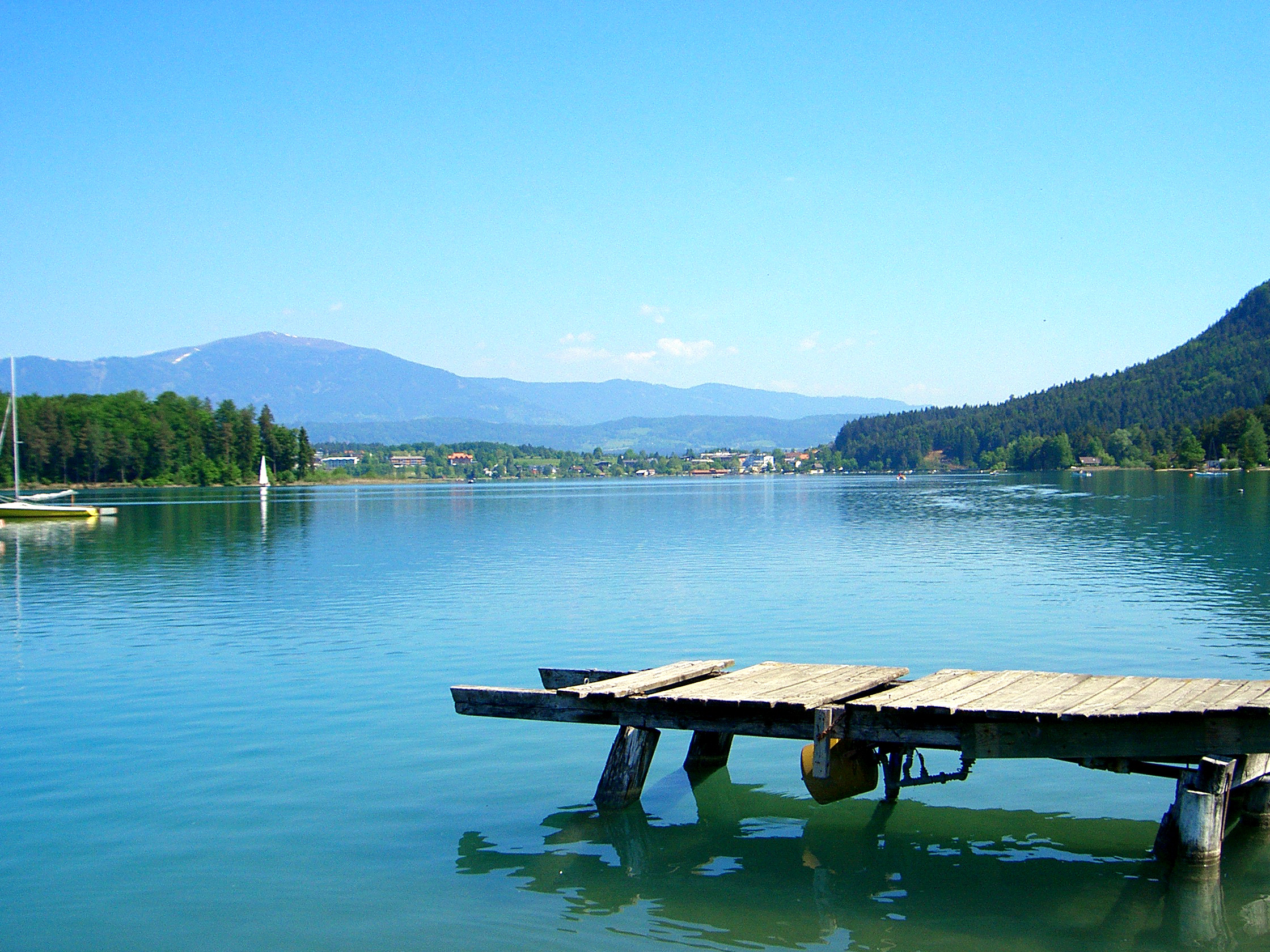
Exemplu de lac alpin Lacul Faaker din Carintia, Austria
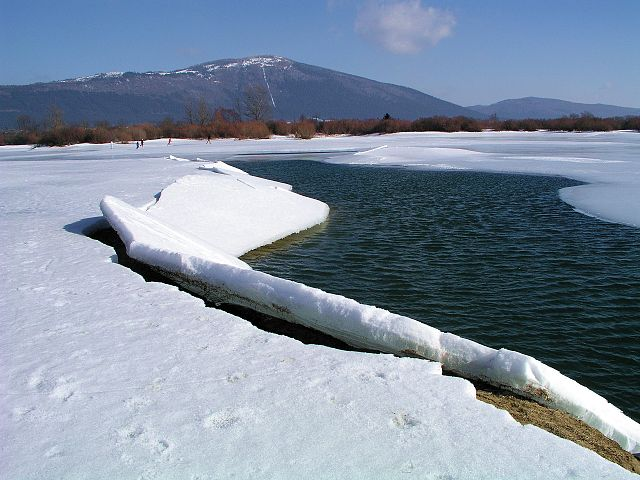
Exemplu de lac carstic Lacul Cerknica din Slovenia
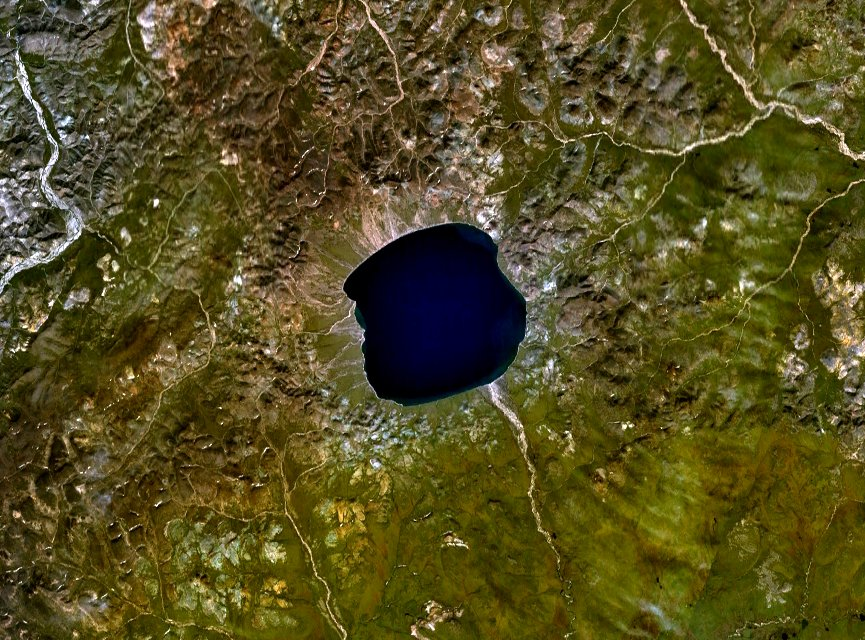
Exemplu de lac meteoritic Fotografie din satelit a lacului Elgâgâtgân din Regiunea Ciukotka, Rusia
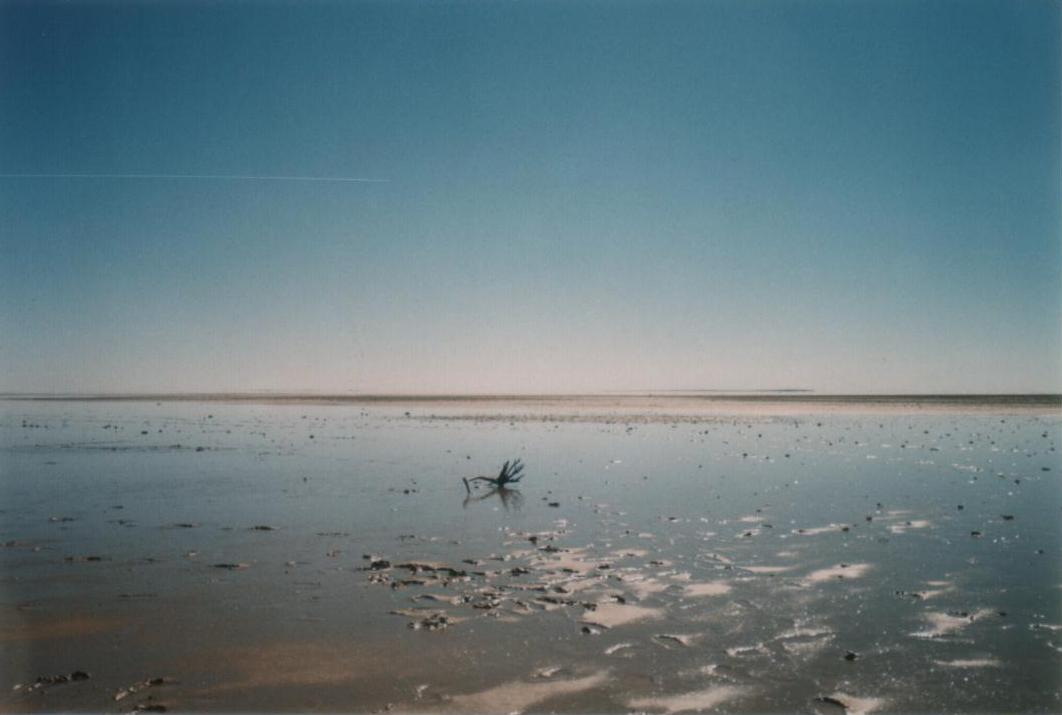
Exemplu de lac endoreic Lacul Eyre din Australia centrală
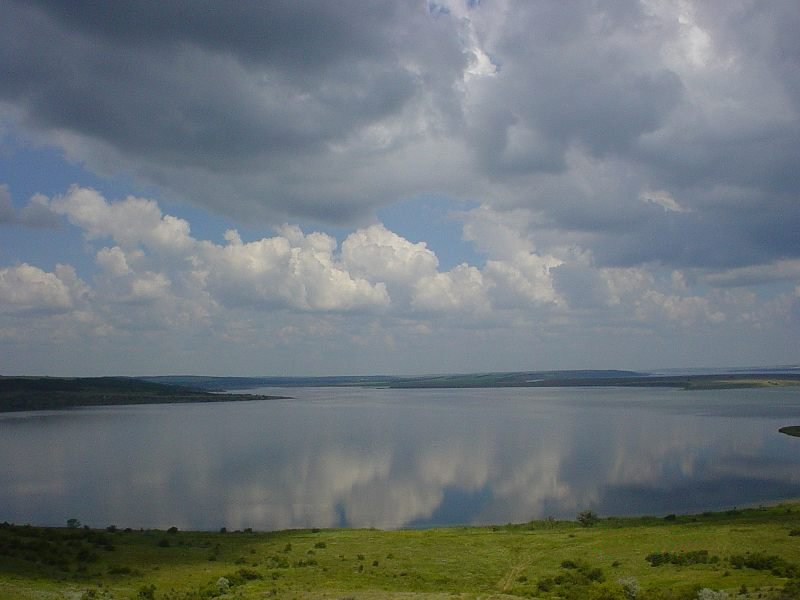
Exemplu de liman maritim Limanul Tiligul din zona Odessa, Ucraina
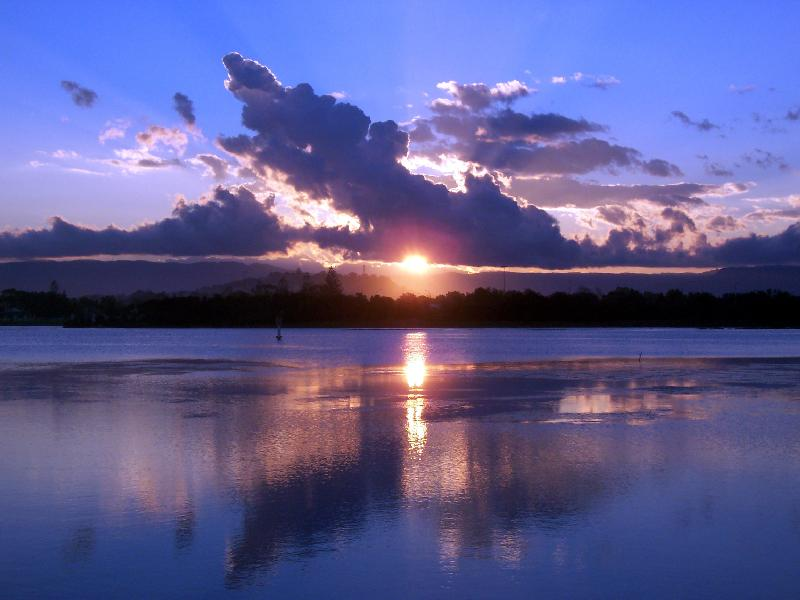
Exemplu de lagună creata de un cordon litoral Lacul Illawara din New South Wales, Australia
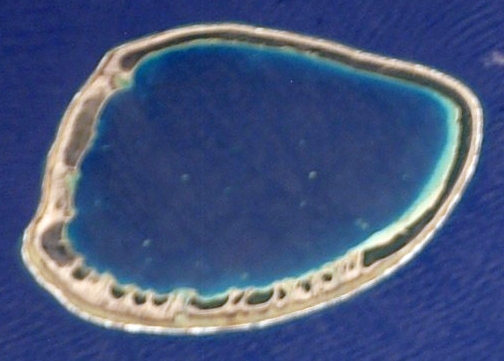
Exemplu de lagună creată de un recif de coral Atolul Ahunui din Oceanul Pacific
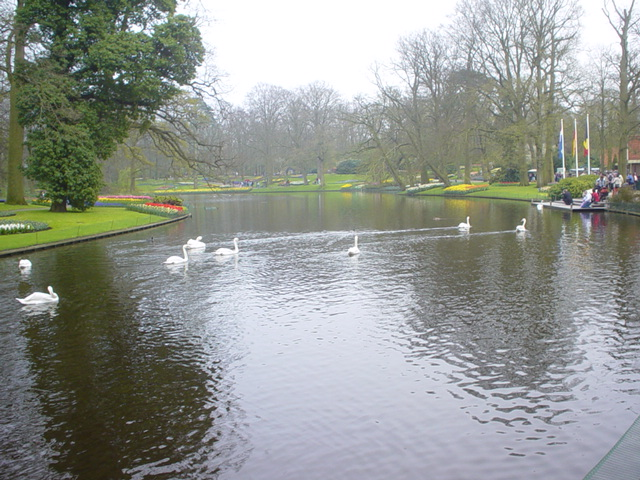
Lacul artificial Keukenhof, Țările de Jos